# Fredede bygninger i Lemvig Kommune
Denne liste over fredede bygninger i Lemvig Kommune viser alle fredede bygninger i Lemvig Kommune, bortset fra kirker. Listen bygger på data fra Kulturarvsstyrelsen.
| Sagsnavn                                  | Komplekstype            | Opførelsesår | Adresse                           | Koordinater                                 | Fredningsår (1. fredning) | ID (Link til Kulturarv.dk) | Billede     |
| ----------------------------------------- | ----------------------- | ------------ | --------------------------------- | ------------------------------------------- | ------------------------- | -------------------------- | ----------- |
| Flyvholm Redningsstation                  | Redningsstationsbygning |              | Flyvholmvej 33, 7673 Harboøre     | 56°37′23″N 8°09′16″Ø / 56.62308°N 8.15447°Ø |                           | 665-978217-1               | Upload foto |
| Rysensten, Bøvling Slot (tidl.)           | Hovedfløj               | 1638         | Bøvlingvej 40A, 7650 Bøvlingbjerg | 56°27′12″N 8°10′42″Ø / 56.45332°N 8.17840°Ø |                           | 665-67076-1                | Upload foto |
| Sodborggård                               | Stuehus                 | 1846         | Sodborgvej 10, 7620 Lemvig        | 56°31′46″N 8°17′23″Ø / 56.52951°N 8.28970°Ø |                           | 665-23265-1                | Upload foto |
| Stjernhjelms Hospital, Nørre Lem Hospital | Menighedshus/sognegård  | 1780         | Kabbelvej 1, 7620 Lemvig          | 56°33′16″N 8°19′28″Ø / 56.55440°N 8.32440°Ø |                           | 665-273-3                  | Upload foto |
| Sønder Vinkel                             | Stuehus                 | 1838         | Lemvigvej 12, 7620 Lemvig         | 56°33′34″N 8°16′52″Ø / 56.55942°N 8.28106°Ø |                           | 665-54594-1                | Upload foto |
| Tuskær Redningsstation                    | Redningsstation         | 1934         | Rubyvej 23, 7620 Lemvig           | 56°28′12″N 8°07′50″Ø / 56.46987°N 8.13065°Ø |                           | 665-38858-135              | Upload foto |
| Vesterhus                                 | Lemvig Museum           | 1841         | Vestergade 44, 7620 Lemvig        | 56°32′58″N 8°18′07″Ø / 56.54935°N 8.30185°Ø |                           | 665-1466-1                 | Upload foto |
| Å Mølle                                   | Stuehus                 | 1839         | Remmerstrandvej 186, 7620 Lemvig  | 56°32′30″N 8°30′09″Ø / 56.54177°N 8.50251°Ø |                           | 665-41522-1                | Upload foto |
| Å Mølle                                   | Stald                   | 1839         | Remmerstrandvej 186, 7620 Lemvig  | 56°32′30″N 8°30′09″Ø / 56.54177°N 8.50251°Ø |                           | 665-41522-3                | Upload foto |